# Ludwig Geyer (Radsportler)
Ludwig Geyer (* 18. April 1904 in Hambach; † 31. Januar 1992) war ein deutscher Radrennfahrer und Sportlicher Leiter.

## Karriere
Ludwig Geyer gilt als einer der besten deutschen Berufsrennfahrer der 1930er Jahre. Der ehemalige Radprofi und spätere Sportliche Leiter des Teams Torpedo war zweifacher Etappensieger bei der Deutschland-Rundfahrt, Gewinner der zweiten Tour de Suisse und fünfmaliger Tour-de-France-Teilnehmer. 1934 wurde er Zweiter der nationalen Meisterschaften im Straßenrennen hinter Kurt Stöpel. Nach seiner aktiven Karriere war er als Trainer und Mannschaftsleiter im Radsportverein RV 1898 Schweinfurt tätig.

## Berufliches
Geyer arbeitete später im Unternehmen Fichtel & Sachs als Mechaniker. Er war als Mechaniker und später als Sportlicher Leiter auch für das Radsportteam Torpedo und den Bund Deutscher Radfahrer bei den Straßenradsport-Weltmeisterschaften tätig. 

## Erfolge (Auszug)
- Gesamtsieger und Etappensieger Tour de Suisse, 1934 (neben Hennes Junkermann 1959/62 und Jan Ullrich 2004 einziger deutscher Gewinner der Rundfahrt)
- Fünf Teilnahmen bei der Tour de France (1931: 19. Platz / 1932: 22. Platz / 1933: 12. Platz / 1934: 7. Platz / 1937: 28. Platz)
- Fünf Teilnahmen bei der Deutschland-Rundfahrt (1931: 6. Platz und 1937: 2. Platz)
- Zwei Etappensieger Deutschland-Rundfahrt: 1937 von Erfurt nach Schweinfurt und 1939 von Nürnberg nach Passau
- Teilnahme an mehreren Frühjahrsklassikern mit guten Platzierungen
- Teilnahme an sechs Straßenweltmeisterschaften der Berufsrennfahrer
- Zwei Giro-Teilnahmen (1932: 35. Platz / 1933: 7. Platz)
- Sieger Rund um Spessart und Rhön (1927)